# Palais royal de la Magdalena
Le Palais royal de la Magdalena (en espagnol : « Palacio Real de la Magdalena ») est un palais du début du XXe siècle situé sur la presqu'île de la Magdalena (en espagnol : « Peninsula de la Magdalena ») dans la ville de Santander, Cantabrie en Espagne.

## Histoire

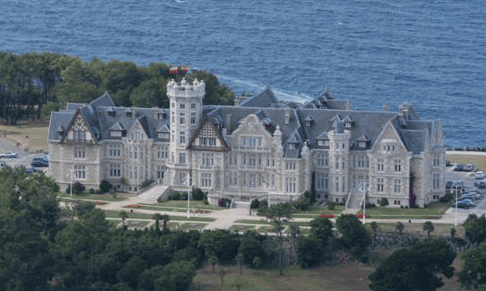
Vue aérienne du Palais de la Magdalena.

La construction du palais a été effectuée entre 1908 et 1912 par le gouvernement local de Santander dans le but de devenir la résidence saisonnière de la famille royale d'Espagne. Le financement fut fourni par une souscription populaire de la population locale.
Le plan et la construction du palais ont été supervisés par les architectes Javier González de Riancho et Gonzalo Bringas Vega, et fut inauguré en 1912. Le roi Alphonse XIII et sa famille arrivèrent la première fois au palais de la Magdalena le 4 août 1913, et y retournèrent annuellement l'été jusqu'en 1930. La famille royale utilisa le palais comme base pour un grand nombre d'activités de loisir et sportives, et le roi tint parfois des réunions du gouvernement dans la propriété. Les séjours annuels se terminèrent avec la proclamation de la Seconde République espagnole en 1931.
À partir de 1932, le palais fut utilisé pour héberger les cours d'été de l'université internationale Menéndez Pelayo. 
En 1977, Don Juan de Borbón vendit le palais et la presqu'île retourna à la ville de Santander, qui l'avait précédemment offerte en cadeau à la famille royale, pour 150 millions de pesetas. Le palais, qui fut déclaré monument historique en 1982 et rénové entre 1993 et 1995, est depuis une salle de conférence et lieu de réunions. C'est l'endroit le plus visité de la ville de Santander.

## Architecture
Le bâtiment combine les styles anglais, français et régional.  Il a deux entrées, une du côté nord avec un portique pour les voitures et une autre au sud, qui est l'entrée principale. L'entrée du sud comprend deux tours octagonales et un escalier double. Le bâtiment est recouvert d'ardoise. Le point remarquable de l'intérieur est formé par les salles de réunion, qui contiennent des peintures d'artistes tels que Luis Benedito, Joaquín Sorolla y Bastida, et Fernando Álvarez de Sotomayor y Zaragoza.
Les écuries furent conçues par Javier González de Riancho. Elles imitent un village anglais médiéval avec des toits pointus à pentes raides et à tuiles en bois. Après que les cours d'été eurent démarré, les écuries furent converties en dortoirs pour étudiants.

## Culture

### Télévision
Le palais est utilisé pour les scènes extérieures dans la série télévisée espagnole Grand Hôtel.